# Замък Пико
Замък Пико е замък, разположен в историческия център на Мирандола, в провинция Модена, Италия.
Крепост, известна в Европа като легендарно непревземаема, принадлежи на фамилията Пико, която управлява Мирандола в продължение на четири века (1311 – 1711 г.) и която добавя към нея важни произведения на изкуството през периода на Ренесанса.
Замъкът, който доминира над дългия площад Коститюенте и осеяните с дървета алеи на Цирконвалационе (построен на мястото на древните стени на Мирандола, разрушени през XIX в.), е възстановен през 2006 г. след дълги години на занемаряване, но след това е сериозно повреден от земетресението в Емилия през 2012 г., което го прави отново негоден за използване.
Замъкът Пико, заедно с кметството, е символ на град Мирандола.